# 제프리 존슨
제프리 존슨(Jeffrey Johnson, 1970년 1월 28일 ~ )은 미국의 배우이다.

## 생애
1970년 1월 28일 매사추세츠 주 사우스보로에서 태어나 자랐다. 그는 1988년 매사추세츠 주 노스보로에 있는 알곤퀸 지역 고등학교를 졸업했다. 유니버설 라이프 처치(Universal Life Church)의 안수 목사로서 그는 2005년 여름에 그의 여동생과 남편을 포함하여 12쌍의 부부와 결혼했으며, 2009년에 사촌 2명과 결혼했으며 그중 한 명은 전쟁 참전 용사이며 그의 아내이다. 그는 현재 미국 캘리포니아주 로스 엔젤레스에 거주하고 있다.

## 출연 작품

### 영화
- 돈벼락 맞은 사나이 (1994, A Million to Juan)

### 텔레비전
- 더 디스트릭트 (2004)
- 위드아웃 어 트레이스 (2004)
- CSI: 과학수사대 (2005)
- 번 노티스 (2007)
- 데이 브레이크 (2007)
- 크리미널 마인드 (2010)
- 미국 십대의 비밀생활 (2010)
- 본즈 (2010)
- 라이 투 미 (2011)
- NCIS (2011)
- 베이거스 (2012)

### 비디오 게임
- 테라 (2012)
- 히트맨: 앱솔루션 (2012)